# Hieronim Kazimierz Bohusz
Hieronim Kazimierz Bohusz z Towska herbu Odyniec – horodniczy kowieński.
Był elektorem Augusta II Mocnego z województwa wileńskiego w 1697 roku.